# 백발마녀전 2
백발마녀전 2(중국어: 白髮魔女2)은 1993년에 공개된 홍콩의 판타지, 로맨스, 액션 영화이다.

## 줄거리
무당파 탁일항은 천설봉에서 사랑하는 연인 연예상을 위해 머리를 검게 해 준다는 기화를 10년째 기다리고 있다. 하지만 백발마녀 연예상은 탁일항이 배신했다는 생각에 남자에게 원한이 있는 여자들을 모아 8대 문파 사람들을 하나씩 제거해 나간다. 무당파에서 유일하게 살아남은 후계자 봉준걸과 그의 사랑하는 연인 우금의 결혼식날, 연예상은 또다시 무당파를 공격하고 봉준걸은 심각한 중상을 입고 우금은 마녀궁에 끌려가 '남자를 보면 다 죽이는' 백발마녀의 주문에 걸린다. 한편, 봉준걸은 곤륜파 능월아의 도움으로 상처가 낫자 8대 문파의 젊은 수제자, 아미파 할머니와 함께 백발마녀 토벌 작전을 펼치는데...

## 배역
- 임청하 - 마녀 연예상 역
- 진금홍 - 준걸 역
- 종려시 - 월아 역
- 만기문
- 종숙혜
- 도군미
- 이향금
- 장국량
- 손국호
- 고웅
- 나란 - 마크 역
- 장국영 - 탁일항 역 (특별출연)

## KBS 성우진 (1998년 10월 5일)
- 권희덕 - 연예상(임청하)
- 김승준 - 탁일항(장국영)
- 서혜정 - 능월아(종려시)
- 구자형 - 봉준걸(적룡)
- 김은아 - 우금
- 송덕희 - 진원원
- 정민희
- 김태연
- 유만준
- 서윤석
- 이승주
- 장호비
- 전인배